# Ryzyko aktuarialne
Ryzyko aktuarialne – możliwość poniesienia straty lub niekorzystnej zmiany wartości zobowiązań, jakie mogą wyniknąć z zawartych umów ubezpieczenia i umów gwarancji ubezpieczeniowych, w związku z niewłaściwymi założeniami dotyczącymi wyceny składek i tworzenia rezerw techniczno-ubezpieczeniowych.